# FLIRT (アルジェリア国鉄)
この項目では、スイスの鉄道車両メーカーであるシュタッドラー・レールが世界各地に展開する鉄道車両ブランド「FLIRT」のうち、アルジェリアの国有鉄道であるアルジェリア国鉄（Société nationale des transports ferroviaires、SNTF）向けに製造した車両について解説する。通勤・近郊輸送に適した構造になっており、2009年から営業運転に投入されている。

## 概要
2006年、アルジェリア国鉄向けの国際入札に参加したシュタッドラー・レールは、首都・アルジェや近郊都市で整備が進む近郊鉄道向けの電車・64編成分の受注を獲得した。これは同年時点でシュタッドラー・レールが獲得した鉄道車両受注案件の中で最大規模であり、これを基に同社は電車・気動車ブランドである「FLIRT」をアルジェリア向けに設計した車両を開発した。
交流25,000 V、50 Hzに適した4車体連接式の交流電車で、車内全体の90 %以上が床上高さを605 mmに抑えた低床構造となっており、高さが低いプラットホームからの乗降が容易になっている。各車体には両開き扉が両側面に2箇所設置されており、乗降の迅速さの向上が図られている。また、車内は運転室、客室共に冷房が搭載されている。また、各編成は総括制御に適合しており、最大4編成、総定員数3,720人以上での運用が可能である。
製造は2008年から行われ、スイスのブスナングにある工場で生産された車両はイタリアからフェリーに積載され、アルジェリアへ納入された。そして2009年5月2日に実施された都市近郊鉄道の開通式を経て、翌5月3日から本格的な営業運転を開始した。以降、2010年までに全64編成の納入が実施されている。また、この「FLIRT」の導入に合わせてシュタッドラー・レールはアルジェリア国鉄との間にメンテナンス契約を結んでおり、アルジェに「FLIRT」用の整備工場を有している。